# Jurij Mihevec

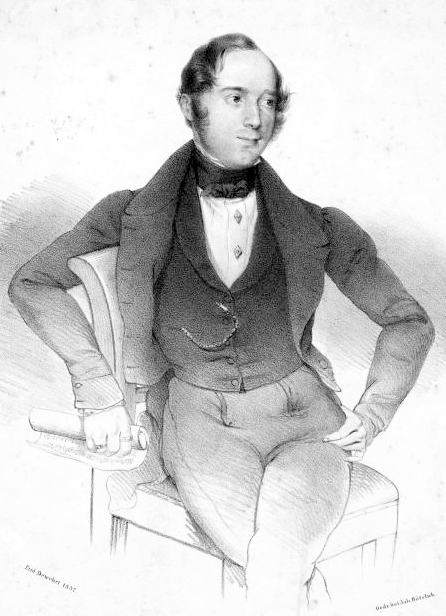
Jurij Mihevec

Jurij Mihevec (auch: Georg Micheuz) (* 22. März 1805 in Laibach; † 21. August 1882 in Mennecy) war ein slowenischer Komponist, der zunächst in Wien und dann in Frankreich wirkte.

## Leben
Mihevec studierte in Wien Rechtswissenschaft und bildete sich daneben musikalisch aus. In dieser Zeit lernte er Ludwig van Beethoven kennen und blieb ihm bis zu dessen Tod freundschaftlich verbunden. Von 1840 bis 1842 war er Musiklehrer in Ungarn, danach lebte er als Komponist und Pianist in Paris. Er komponierte mehr als zweihundertfünfzig Klavierwerke – darunter Klavierkonzerte, Variationen, Fantasien und Transkriptionen – sowie Lieder und Singspiele.

## Quelle
- Alfred Baumgartner: „Propyläen Welt der Musik: die Komponisten“, Band 4, Berlin, Frankfurt 1989, ISBN 354907834X, S. 46–47

| Personendaten    | Personendaten   |
| ---------------- | --------------- |
| NAME             | Mihevec, Jurij  |
| ALTERNATIVNAMEN  | Micheuz, Georg  |
| KURZBESCHREIBUNG | Komponist       |
| GEBURTSDATUM     | 22. März 1805   |
| GEBURTSORT       | Ljubljana       |
| STERBEDATUM      | 21. August 1882 |
| STERBEORT        | Mennecy         |